# World of Warplanes
World of Warplanes ist ein historisches Arcade-Flugsimulator-MMOG für den PC. Das Spiel wurde am 7. Juni 2011 auf der Electronic Entertainment Expo in Los Angeles vom Entwicklerstudio Wargaming.net angekündigt. Nach einer einjährigen Betaphase wurde es im Herbst 2013 veröffentlicht.

## Spielbeschreibung
Das Spiel verwendet genau wie sein Vorbild World of Tanks die Software von BigWorld, allerdings ist diese für die Anforderungen einer Flugsimulation angepasst.
Getreu dem Vorbild treten die Spieler auch in World of Warplanes in Gruppen von je 15 Spielern in historischen Kampfflugzeugen der 1930er bis 1950er Jahre gegeneinander an. Die Spieler starten fliegend, und ein Kampf endet mit der Zerstörung aller gegnerischen Flugzeuge oder dem Erreichen der Luftherrschaft. Während der Betatests standen 60 Flugzeuge deutscher, US-amerikanischer, sowjetischer und japanischer Herkunft zur Verfügung.
Ab der Version 1.8 kann man mehr als 170 Kampfflugzeuge aus sechs Nationen (Deutschland, USA, Großbritannien, UdSSR, Japan und China) erwerben und fliegen. Es wird unterschieden zwischen Jägern, Mehrzweckjägern, Schweren Jägern Bombern und Schlachtflugzeugen. Die Jäger sind stärker in Kurvenkämpfen, wohingegen Mehrzweckjäger auch Bodenziele stark beschädigen oder zerstören können. Die schweren Jäger verursachen mehr Schaden, sind aber träge und schwer zu manövrieren. Schlachtflugzeuge greifen Bodenziele mittels Bomben an und Bomber greifen Bodenziele aus großer Höhe an.

## Entwicklung
Im Juni 2011 kündigte das Studio Wargaming.net an, auf Basis des Spielprinzips seiner erfolgreichen Panzersimulation World of Tanks auch einen Flugsimulator entwickeln zu wollen. Im August 2011 wurde die Arbeit an einer Alpha-Version bestätigt, auf der Gamescom eine erste Vorschau gezeigt und das offizielle Forum eröffnet. Die globale Beta-Testphase startete am 27. Februar 2012. Zu diesem Zeitpunkt hatte Wargaming.net bereits mehr als 100.000 Bewerbungen als Tester erhalten. Während der Alpha- und Betatests wurde einer geringen Anzahl von Testspielern, die zuvor einer Geheimhaltungsverpflichtung zustimmen mussten, Zugang zu den Spielservern gewährt. Am 4. Juli 2013 wurde die offene Beta-Phase von World of Warplanes gestartet. Der Veröffentlichungstermin wurde schließlich für den 13. November 2013 bekanntgegeben. Mit World of Warships wurde im Jahr 2015 ein weiteres MMOG durch Wargaming.net veröffentlicht, das sich mit Kriegsschiffen aus der Zeit der Weltkriege beschäftigt.

## Rezeption
- GameStar: 76 %[7]
- Eurogamer: 7/10[8]
- Computer Bild Spiele: gut (2,38)[9]